# Zhao Wei
Zhao Wei, född 27 januari 1979, är en friidrottare från Kina. Hon deltog vid olympiska sommarspelen 2000.